# 진관사
진관사(津寬寺)는 서울특별시 은평구 진관동에 소재한 사찰이다. 고려 현종이 왕위에 오르기 전 자신의 목숨을 구해준 진관조사의 은혜에 보답하기 위해 지은 절로서, 조선시대에는 수륙재의 근본 도량이었다. 현재 대웅전과 명부전을 비롯해 홍제루, 적묵당, 나한전, 독성각, 칠성각, 나가원, 함월당 등의 건물이 있다.

## 소장 문화재
- 서울 진관사 독성도
- 서울 진관사 독성전
- 서울 진관사 명호스님 초상
- 서울 진관사 산신도
- 서울 진관사 석불좌상
- 서울 진관사 소 독성상
- 서울 진관사 소 삼존불상
- 서울 진관사 소장 태극기 및 독립신문류
- 서울 진관사 수륙무차평등재의촬요
- 서울 진관사 수륙재
- 서울 진관사 십육나한도
- 서울 진관사 영산회상도
- 서울 진관사 칠성도
- 서울 진관사 칠성각
- 서울 진관사 소 십육나한상

## 같이 보기
- 삼각산
- 남경 (고려)

## 참고 자료
- 본 문서에는 서울특별시에서 지식공유 프로젝트를 통해 퍼블릭 도메인으로 공개한 저작물을 기초로 작성된 내용이 포함되어 있습니다.